# 1968年9月22日日食
1968年9月22日日食是一次日全食，發生於1968年9月22日。新月當天（即朔日），地球上觀測到月球和太阳的角距離極小，此時月球如果恰好在月球交點附近，穿過太阳和地球之間，與地球、太阳接近一直線，則會出現日食。月球本影接觸地表而使該區域完全得不到陽光，就會形成日全食，同時在本影兩側數千公里的半影範圍內遮擋部分陽光，形成日偏食。此次日全食經過了苏联和中国兩國，日偏食則覆蓋了歐亞大陸中西部及周邊部分地區，兩國均組織了觀測活動。

## 概述

### 出現區域
月球本影在布爾什維克島東北約100公里處的北冰洋海面即將日落時最先接觸地球表面，隨後本影先向西南、再向東南移動，穿過苏联，在今屬俄罗斯聯邦的庫爾干州沙德林斯克區境內達到最大食分，在日落時分進入中国，結束於新疆维吾尔自治区境內。
月球本影經過的陸地依次包括：
- 苏联：
  - 俄罗斯苏维埃联邦社会主义共和国：本影最先經過泰梅爾（多爾干-涅涅茨）自治區北地群島的部分區域（今屬克拉斯諾亞爾斯克邊疆區），包括的大島有布爾什維克島北端和十月革命岛中部偏南，然後在涅涅茨自治區與亞馬爾-涅涅茨自治區交界處的海岸進入大陸，沿涅涅茨自治區、亞馬爾-涅涅茨自治區、科米蘇維埃社會主義自治共和國（今科米共和国）、漢特-曼西國民州（今汉特-曼西自治区）之間交界處附近南下，再由北向南依次穿過漢特-曼西國民州、斯維爾德洛夫斯克州、庫爾干州，其中最大食分位於庫爾干州沙德林斯克區境內；
  - 哈萨克苏维埃社会主义共和国：經過庫斯塔奈州、北哈薩克斯坦州、阿克莫拉州交界處附近，再由西北向東南穿過卡拉干達州到該州與江布爾州、阿拉木圖州交界的巴尔喀什湖地區，擦過江布爾州東北角、橫貫阿拉木圖州後離開苏联；
- 中国：本影自新疆维吾尔自治区伊犁地区入境，向東穿過巴音郭楞蒙古自治州北部並在途中擦過阿克苏地区東北角，隨後橫貫托克逊县、吐魯番縣，結束於鄯善县境內（最後三縣均屬於今吐鲁番市）。[3][4]

除了上述狹窄的全食帶內能看到日全食之外，月球半影覆蓋範圍內都能看到日偏食，包括加拿大東北部沿海、格陵兰、除伊比利亞半島西南部外的欧洲絕大部分、非洲東北部、亚洲中西部。
月球在其軌道上自西向東轉動，發生日食時，月球在地球表面的陰影也大多自西向東移動，而從地球上看，太阳的西側先被月球遮掩，然後逐漸向東。但此次日食發生時，月球本影從晨昏圈最北端附近的區域開始接觸地球，因而全食帶在苏联北部的一段，以及這段全食帶附近被半影覆蓋、看到日偏食的區域內，月影在地表自東向西移動，地面上看到的太阳東側最先被月球遮掩。此外，一般日食開始於晨線，結束於昏線，即在最先看到日食的地方，日食出現在日出時分，而此次日全食開始和結束均在昏線上，苏联海岸外的北冰洋中最先看到日食的地方也在日落時分看到日食。

### 基本參數
- 類型：日全食
- 食甚中心處（位於苏联庫爾干州沙德林斯克區境內）資料：
  - 時間：1968年9月22日11:18:07.0
  - 地點：56°10.2′N 63°59.4′E / 56.1700°N 63.9900°E
  - 食分：1.0099（全食帶內最大）
  - 日全食持續時間：39.6秒

## 觀測
地球繞太阳、月球繞地球公转及月球交點的移動均有規律，只要數據足夠準確，就能夠精確計算出過去及將來的日食，也能為日食觀測提前做準備。日全食發生時，在月球本影區域內，月球完全遮蔽了太阳的光球部分，在短暫的時間內出現類似黑夜的景象。比光球暗得多、平時無法看見的色球、日冕和日珥都在此時出現，在日冕儀發明之前，這是研究太陽大氣的唯一機會，因此日全食觀測以此為重點。而在本影以外數千公里的半影區域內，月球只遮擋了部分陽光，發生日偏食，並未形成類似黑夜的景象，能看到的只是太阳形狀有所殘缺，色球、日冕和日珥等光球以外的部分仍然無法看到。

### 蘇聯
Opton公司曾向斯騰伯格天文研究所提議觀測此次日食，目的地在巴尔喀什湖畔的薩雷·沙甘，還向蘇聯鐵道部寫信求助以便更快到達目的地。觀測隊攝取了日冕光譜，還有學生用MTO-1000鏡頭協助拍攝了日冕照片。觀測期間，由於氣溫因素影響，還曾有蛇出現。

### 中國
這是中华人民共和国成立後該國境內的首次日全食。當時處在文化大革命期間，組織過1936年、1941年兩次日全食觀測的張鈺哲等天文學家受到排擠，中国科学院派了時任地球物理局副局長張魁三等人前往新疆觀測，全隊共約200人。觀測活動以「532」為代號，表示毛泽东視察紫金山天文台的時間1953年2月。觀測隊先用3天乘火車到乌鲁木齐市，再轉乘汽車用7天抵達光學觀測地昭蘇縣昭蘇鎮和射電觀測地喀什市，還在山洞中做了重力測量等項目。為避免混亂，周恩来派劉西堯帶軍隊駐扎當地，並提供全隊食宿。最終觀測隊完成了中国首次單色光觀測和射電太陽的高分辨觀測，這也是中国首次有人乘飛機觀測的日食。此外，上海科學教育電影制片廠派了李文秀等人攝製日食影像，製成科教影片《百倍雄心觀日食》。
本次日全食只經過了苏联和中国，而當時正值中苏交恶期間，兩國並未合作觀測。觀測結束後約半年，《人民日报》在1969年1月23日發文稱觀測「取得輝煌成果」，並多次指責苏联「阻撓破壞」。

## 相關的日月食

### 月全食
1968年10月6日的月全食在本次日全食後半個月發生，同屬一個食季。巧合的是，不到1年之前，1967年10月18日的月全食和1967年11月2日的日全食相隔僅半個月相繼發生，而下一次出現一個食季中的日食和月食均為全食則要等到1985年10月28日的月全食和1985年11月12日的日全食。

### 1968-1971年的日食
月球交替位於相對的月球交點時，以半個交點年（食年），即約177天又4小時間隔出現下列日食。
| 升交點                                      | 升交點                   |          | 降交點                   | 降交點 |
| 沙羅週期                                    | 地圖                     | 沙羅週期 | 地圖                     |        |
| 119                                         | 1968年3月28日 偏食（南） | 124      | 1968年9月22日 全食       |        |
| 129                                         | 1969年3月18日 環食       | 134      | 1969年9月11日 環食       |        |
| 139                                         | 1970年3月7日 全食        | 144      | 1970年8月31日 環食       |        |
| 149                                         | 1971年2月25日 偏食（北） | 154      | 1971年8月20日 偏食（南） |        |
| 1971年7月22日的日偏食屬於下一組交點年系列。 |                          |          |                          |        |

### 沙羅週期
沙羅週期長度為18年11天。本次日食屬於沙羅週期124，共包含73次日食，依次為1049年3月6日至1193年6月1日的9次日偏食、1211年6月12日至1968年9月22日的43次日全食、1986年10月3日的1次全環食（亦稱混合食）、2004年10月14日至2347年5月11日的20次日偏食，總共歷時1298.17年。其中最長的全食發生於1734年5月3日，共持續了5分46秒。
下表列舉了1901年至2100年間發生的屬於該週期的日食，是第49至59次：
| 49             | 50            | 51             |
| -------------- | ------------- | -------------- |
| 1914年8月21日  | 1932年8月31日 | 1950年9月12日  |
| 52             | 53            | 54             |
| 1968年9月22日  | 1986年10月3日 | 2004年10月14日 |
| 55             | 56            | 57             |
| 2022年10月25日 | 2040年11月4日 | 2058年11月16日 |
| 58             | 59            |                |
| 2076年11月26日 | 2094年12月7日 |                |

## 資料來源
1. 1 2  樊忠玉. . 中国天文科普网.   [2015-07-13]. （原始内容存档于2014-09-17）.
2. 1 2  Fred Espenak. . NASA Eclipse Web Site.   [2015-07-13]. （原始内容存档于2020-10-28）.（英文）
3. ↑  Fred Espenak. . NASA Eclipse Web Site.   [2015-07-13]. （原始内容存档于2020-10-20）.（英文）
4. ↑  Xavier M. Jubier. .   [2016-01-10]. （原始内容存档于2019-08-25）.（法文）（英文）
5. ↑  Fred Espenak. . NASA Eclipse Web Site.   [2013-04-15]. （原始内容存档于2008-08-29）.（英文）
6. ↑  .   [2015-07-09]. （原始内容存档于2010-01-03）.（俄文）
7. ↑  .   [2015-07-09]. （原始内容存档于2020-10-17）.
8. ↑  . 央視網.   [2015-07-09]. （原始内容存档于2015-07-10）.
9. ↑  . 人民日报. 1969-01-23. 一九五八年苏修打着“中苏日环食联合观测”的幌子，来我国掠取日环食资料。观测结束后，把一台破烂不堪的射电望远镜天线留在中国，还美其名曰“帮助中国发展射电天文学”。后来，赫鲁晓夫修正主义集团把这个破烂的射电望远镜天线也要了回去。
10. ↑  . 人民日报. 1969-01-23.
11. ↑  Fred Espenak. . NASA Eclipse Web Site.（英文）

## 外部連結
- NASA日食專頁（页面存档备份，存于）（英文）
- 可見區域圖和時間統計：由弗雷德·埃斯佩纳克做出的日食預報，NASA/GSFC
  - Google互動地圖呈現的日食範圍
  - 貝塞爾元素
- Google地圖顯示的日全食和日偏食範圍（页面存档备份，存于）（法文）（英文）

| \| \| 日食 \|                             |                              |                                           |
| 上一次日食： 1968年3月28日日食 （日偏食） | 1968年9月22日日食 （日全食） | 下一次日食： 1969年3月18日日食 （日環食） |
| 上一次日全食： 1967年11月2日日食          | 1968年9月22日日食 （日全食） | 下一次日全食： 1970年3月7日日食           |
|                                           | 日食                         |                                           |